# James Hutton
James Hutton (ur. 3 czerwca?/14 czerwca 1726 w Edynburgu, zm. 26 marca 1797 tamże) – szkocki geolog, uważany za „ojca nowoczesnej geologii”. Jako pierwszy odkrył cykliczną naturę procesów geologicznych.

## Życiorys
Ojciec Jamesa Huttona był kupcem i urzędnikiem, zmarł gdy jego syn był dzieckiem. James Hutton uczęszczał do lokalnej szkoły, a następnie podjął studia na Uniwersytecie Edynburskim. Został prawnikiem, ale bardziej interesowała go chemia. Wraz z przyjacielem Jamesem Davie opracowywał metodę otrzymywania salmiaku. Szybko zrezygnował z prawa na rzecz studiów medycznych. Studiował przez trzy lata na Uniwersytecie Edynburskim, potem dwa lata na Uniwersytecie Paryskim, magisterium uzyskał  w 1749 roku na Uniwersytecie w Lejdzie
Praktyki lekarskiej James Hutton nie podjął, ale przejął farmę w Berwickshire i utrzymywał się z rolnictwa oraz zysków z wytwarzania salmiaku. Te zajęcia były na tyle zyskowne, że pozwoliły mu w 1768 roku zrezygnować z rolnictwa, osiedlić się w Edynburgu i rozwijać zainteresowania naukowe. Poświęcał się lekturze, dużo podróżował, aby badać skały oraz obserwować procesy zachodzące w naturze. 
Za jego największe dzieło uważana jest Theory of the Earth (1795), w której sformułował zasadę aktualizmu. Był również twórcą koncepcji plutonizmu.
Sformułował zasadę dyskordancji, czyli niezgodności zalegania warstw, na podstawie znalezisk pochodzących z Siccar Point oraz Arran w Szkocji.
Stwierdził też, że procesy erozji, osadzania się, sedymentacji i wzrostu są cykliczne i musiały być powtarzane wiele razy w historii Ziemi. Biorąc pod uwagę ogromną ilość czasu potrzebną na takie cykle, Hutton stwierdził, że wiek Ziemi musi być niewyobrażalnie wielki. Jego teoria odbiegała od powszechnych wówczas, opartych na Biblii, wyobrażeń  szacujących wiek ziemi na ok. 6000 lat.
Styl pisania samego Huttona był często niezrozumiały. Poglądy Huttona zostały rozpowszechnione głównie przez wydaną w 1802 roku, syntetyczną pracę jego bliskiego przyjaciela Johna Playfaira, zatytułowaną Illustrations of the Huttonian Theory of the Earth.
Planetoida (6130) Hutton została nazwana jego imieniem.